# 圖雷達城堡

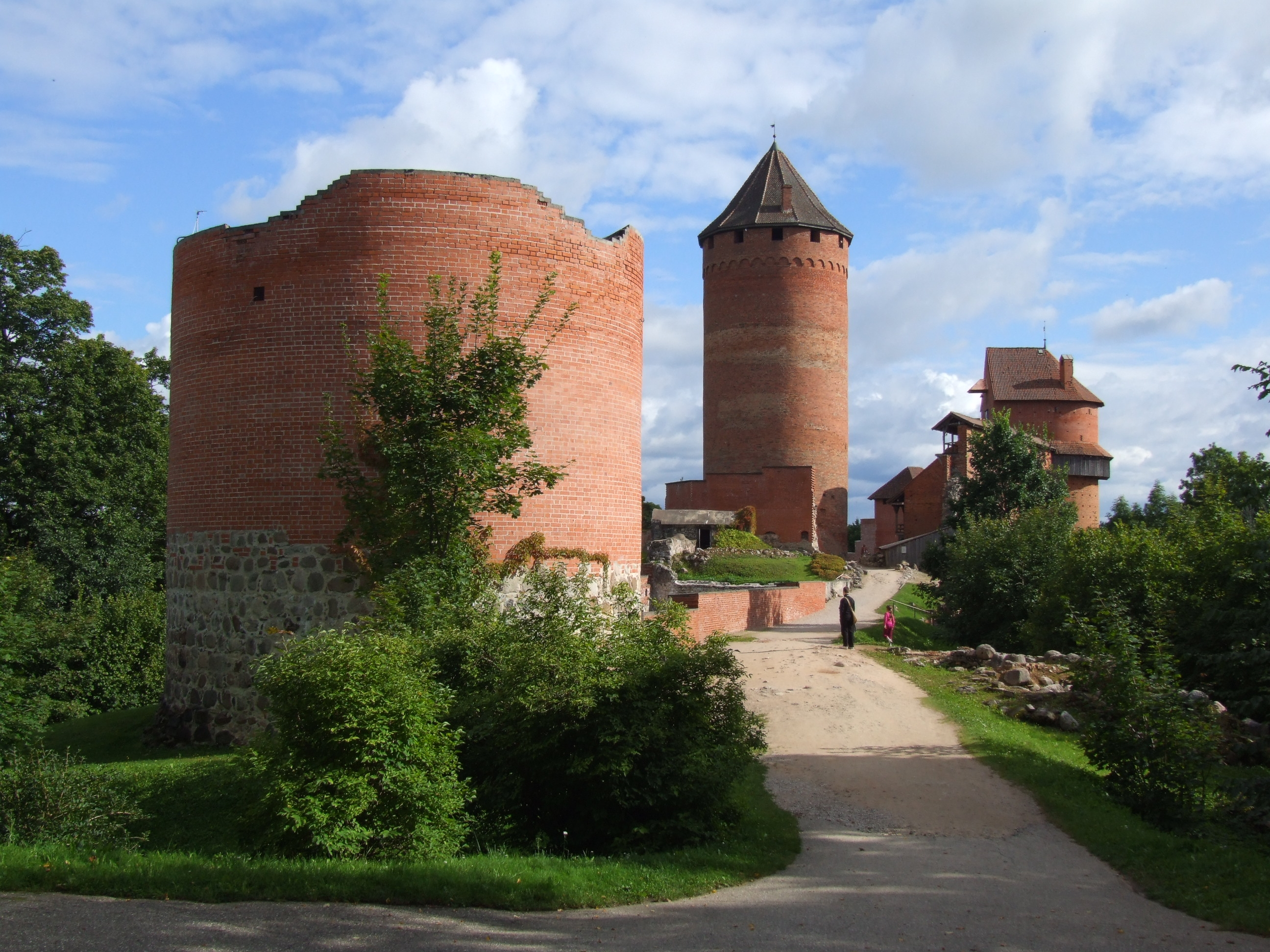
图雷达城堡，拉脱维亚

圖雷達城堡是位於拉脫維亞的一個城堡。圖雷達城堡於1214年開始建設。

## 外部連結
- Turaida website
- Turaida Museum Reserve （页面存档备份，存于）
- Turaida and Sigulda: InYourPocket Guide website

57°10′56″N 24°51′01″E / 57.18222°N 24.85028°E